# Unbreakable Kimmy Schmidt
Unbreakable Kimmy Schmidt é uma série de comédia norte-americana, criada e desenvolvida por Tina Fey e Robert Carlock, que são também os produtores executivos, juntamente com David Miner. A sua estreia foi em 2015 no canal de televisão National Broadcasting Company (NBC). Estrelada por Ellie Kemper e Tituss Burgess, o seu enredo centra-se numa mulher que é sequestrada por um pastor maluco e aprisionada num bunker durante 15 anos e após ser resgatada, recomeçando a sua vida na Cidade de Nova Iorque.
A série estreou no dia 6 de março de 2015 na Netflix e foi renovado para a segunda temporada.
Em 15 de abril de 2016, a série retorna na sua segunda temporada. Em 19 de maio de 2017 retorno a serie para terceira temporada. Em 13 de junho de 2017, a série foi renovada para uma quarta temporada, com os primeiros 6 episódios estreando em 30 de maio de 2018. A quarta temporada foi a última da série.

## Antecedentes e desenvolvimento
Na manhã de 10 de Maio de 2012, foi reportado pela National Broadcasting Company (NBC) através de um comunicado de imprensa que a série de televisão 30 Rock — criada e estrelada por Fey, que também era produtora exeucutiva e argumentista juntamente com Carlock — havia sido renovada para uma temporada final composta por 13 episódios que iria ser transmitida na temporada televisiva de 2012-13. "Nós achamos que o mundo de Tina Fey e achamos que ela é um génio da comédia. Nós esperámos que ela tenha um lar na NBC nos anos futuros", comentou Robert Greenblat, o presidente da divisão de entretenimento da NBC. Em Setembro do mesmo ano, antes da estreia da sétima temporada de 30 Rock, Fey assinou um contrato de quatro anos com a Universal Television.
| “ | Ela tem sido a pedra angular da emissora pelos últimos dez anos e não havia maneira de nós a deixarmos escapar. É uma medição da nossa estima por ela como uma argumentista, actriz e produtora. | ” |
|   | — Robert Greenblatt, Presidente da divisão de Entretenimento da NBC.. |   |

A 13 de Agosto de 2013, foi reportado que a argumentista Colleen McGuinness, com quem Fey já trabalhou em 30 Rock, estava a desenvolver uma comédia a ser transmitida pela NBC. Três dias depois, foi noticiado que Matt Hubbard, que também trabalhou em 30 Rock, havia vendido uma série para a emissora. Fey e Carlock foram seleccionados pela NBC para serem os produtores executivos de ambos seriados. O projecto de Hubbard, cujo enredo centra-se numa universidade para mulheres que começa a aceitar homens pela primeira vez na história, recebeu luz verde nos fins de Dezembro do mesmo ano, sendo confirmada a direcção e produção executiva de Pamela Fryman. Contudo, a 31 de Outubro, a rede de televisão encomendou treze episódios de uma série de televisão estrelada por Ellie Kemper que tinha sido desenvolvida e apresentada por Fey e Carlock, após um pedido feito pelos executivos da rede às duas personalidades. O enredo da mesma gira em torno de numa mulher que foge de um culto do dia do juízo final e recomeça a sua vida na Cidade de Nova Iorque. "Tina e Robert, que cimentaram a sua parceria em 30 Rock, criaram uma nova comédia para nós que é audaciosa, emocional e inteligente", disse Greenblat. A dupla iria escrever os argumentos dos episódios e ainda produzir executivamente com David Miner, o que indicava que os projectos de McGuiness e Hubbard haviam sido rejeitados.
| “ | Vozes originais como Tina e Robert não surgem com tanta frequência e nós queríamo-los no ar o mais rápido possível. E tê-los a trabalhar com Ellie Kemper — quem vimos crescer em The Office desde actriz convidada até actriz principal — põe todo o pacote bem misturado. Nós sentimo-nos abençoados por estar em trabalho com esta equipa criativa em algo tão engraçado, único e recebedor-de-atenção | ” |
|   | — Jennifer Salke, presidente da NBC Entertainment, a expressar a sua gratidão por trabalhar novamente com Fey e Carlock.. |   |

A 11 de Maio de 2014 foram publicados os trailers promocionais para a programação da NBC da temporada televisiva. O trailer, narrado por Fey, o que levantou algumas suspeitas da média se ela iria ou não integrar o elenco do seriado, Unbreakable Kimmy Schmidt foi o único de uma série de midseason a ser divulgado com esta antecedência. Cinco dias depois, a emissora divulgou a sua programação para a primeira metade da temporada de 2013-14, na qual Unbreakable Kimmy Schmidt não estava inclusa.
Em 2015 a Netflix adquiriu a série, que estreou no dia 6 de março de 2015 com 13 episódios em sua primeira temporada. Um dos seus episódios envolveu a produtora executiva e roteirista Tina Fey numa polêmica de racismo sobre americanos descendentes de indígenas.

## Elenco e personagens
| Ator/Atriz                 | Personagem                         | Temporada      | Temporada      | Temporada      | Temporada      |
| Ator/Atriz                 | Personagem                         | 1ª             | 2ª             | 3ª             | 4ª             |
| Elenco regular             | Elenco regular                     | Elenco regular | Elenco regular | Elenco regular | Elenco regular |
| -------------------------- | ---------------------------------- | -------------- | -------------- | -------------- | -------------- |
| Ellie Kemper               | Kimberly "Kimmy" Schmidt           | Regular        | Regular        | Regular        | Regular        |
| Tituss Burgess             | Titus Andromedon/Ronald Wilkerson  | Regular        | Regular        | Regular        | Regular        |
| Carol Kane                 | Lillian Kaushtupper                | Regular        | Regular        | Regular        | Regular        |
| Jane Krakowski             | Jacqueline White                   | Regular        | Regular        | Regular        | Regular        |
| Elenco recorrente          |                                    |                |                |                |                |
| Sara Chase                 | Cyndee Pokorny                     | Recorrente     | Recorrente     | Recorrente     |                |
| Lauren Adams               | Gretchen Chalker                   | Recorrente     | Recorrente     | Recorrente     |                |
| Sol Miranda                | Donna Maria Nuñes                  | Recorrente     | Recorrente     | Recorrente     |                |
| Dylan Gelula               | Xanthippe Lannister Voorhees       | Recorrente     | Recorrente     | Recorrente     |                |
| Jon Hamm                   | Reverendo Richard Wayne Gary Wayne | Recorrente     | Recorrente     | Recorrente     |                |
| Mike Britt                 | Walter Bankston                    | Recorrente     | Recorrente     | Recorrente     |                |
| Mike Carlsen               | Mike Politano                      | Recorrente     | Recorrente     | Recorrente     |                |
| Gil Birmingham             | Virgil White                       | Recorrente     | Recorrente     | Recorrente     |                |
| Sheri Foster               | Fern White                         | Recorrente     | Recorrente     | Recorrente     |                |
| Amy Sedaris                | Mimi Kanasis                       | Recorrente     | Recorrente     | Recorrente     |                |
| Fred Armisen               | Robert "Bobby" Durst               | Recorrente     | Recorrente     | Recorrente     |                |
| Anna Camp                  | Deirdre Robespierre                | Recorrente     | Recorrente     | Recorrente     |                |
| Tanner Flood               | Buckley Voorhees                   | Recorrente     | Recorrente     | Recorrente     |                |
| James Monroe Iglehart      | Coriolanus Burt                    | Recorrente     | Recorrente     | Recorrente     |                |
| Chris Northrop             | Charlie Chapado                    | Recorrente     | Recorrente     | Recorrente     |                |
| Julie Tice-Bubolz          | Yuko                               | Recorrente     | Recorrente     | Recorrente     |                |
| Ki Hong Lee                | Dong "Pal" Nguyen                  | Recorrente     | Recorrente     |                |                |
| John Ellison Conlee        | Rick                               | Recorrente     | Recorrente     |                |                |
| Suzan Perry                | Sonja                              | Recorrente     | Recorrente     |                |                |
| Brandon Jones              | Brandon Yeagley                    | Recorrente     | Recorrente     |                |                |
| Adam Campbell              | Logan Beekman                      | Recorrente     |                |                |                |
| Andy Ridings               | Charles                            | Recorrente     |                |                |                |
| Susanna Guzman             | Vera                               | Recorrente     |                |                |                |
| Tim Blake Nelson           | Randy                              | Recorrente     |                |                |                |
| Jason Kravits              | Gary Dubbin                        | Recorrente     |                |                |                |
| Jerry Minor                | Chris                              | Recorrente     |                |                |                |
| Tina Fey                   | MarciaAndrea Bayden                | Recorrente     |                |                |                |
| Tina Fey                   | MarciaAndrea Bayden                | Recorrente     |                |                |                |
| Kenan Thompson             | Roland Peacock                     |                | Recorrente     | Recorrente     |                |
| Josh Charles               | Duke Snyder                        |                | Recorrente     | Recorrente     |                |
| David CrossBilly Magnussen | Russ Snyder                        |                | Recorrente     | Recorrente     |                |
| David CrossBilly Magnussen | Russ Snyder                        | Recorrente     |                |                |                |
| Doug Plaut                 | Terry                              |                | Recorrente     |                |                |
| Daveed Diggs               | Perry                              |                |                | Recorrente     |                |
| Peter Riegert              | Artie Goodman                      |                |                | Recorrente     |                |
| Judah Friedlander          | Gordy                              |                |                | Recorrente     |                |

### Escolha do elenco
Ellie Kemper foi a primeira a ser escolhida para a série, sendo que ela ocupa o papel da protagonista e personagem-título Kimmy Schmidt. A 2 de Março de 2014, foi anunciado que Tituss Burgess, que fazia participações especiais recorrentes em 30 Rock, iria também ser uma das personagens principais do seriado. Ele foi escolhido para interpretar Titus, "um cantor talentoso homossexual que fala pelos cotovelos e nunca conseguiu estrelar em um espetáculo da Broadway, trabalhando como um robot na Times Square." A 12 de Maio, Jane Krakowski foi confirmada como a nova adição ao elenco do seriado, para interpretar uma "mãe rica que vive no Upper West Side que contrata Kimmy para ser a sua ama". Krakowski, que era uma das actrizes principais de 30 Rock, foi rapidamente escolhida por Fey para integrar o elenco da série, após um projecto dela, intitulado Dead Boss, ser rejeitado pela Fox Broadcasting Company. No episódio piloto, a sua personagem aparece apenas em uma cena, então essa cena foi regravada e inclusa no trailer promocional para a estreia da série. O mesmo fenómeno havia acontecido com Krakowski em 30 Rock.

## Dublagem Brasileira
Estúdio: Delart
Direção: Mariângela Cantú
Tradução: Danielle Ribeiro
| Personagem | Dublador(a)         |
| ---------- | ------------------- |
| Kimmy      | Mariana Torres      |
| Titus      | Mario Jorge Andrade |
| Jacqueline | Mônica Rossi        |
| Mikey      | Léo Rabelo          |
| Roger      | Nando Sierpe        |
| Lillian    | Maria da Penha      |
| Paige      | Cláudia Ricart      |
| Grace      | Patrícia Garcia     |
| Josie      | Tônia Mesquita      |
| Donald     | Carlos Gesteira     |
| Perry      | Renan Freitas       |
| Yuko 3000  | Evie Saide          |
| Charlie    | Mário Monjardim     |
| Duke       | Duda Espinoza       |

## Enredo
O enredo de Unbreakable Kimmy Schmidt foi escrito por Carlock e Fey com Kemper em mente. "Isso levou-nos a uma variedade de destinos - '[talvez] ela seja alguém que acaba de acordar de um coma'. Nós queríamos centralizar tudo nela, usar um pouco do modelo do The Mary tyler Moore Show da rapariga na cidade grande. Nós pensamos: 'Tudo bem. Como é que fazemos ela voltar a todas as experiências que uma pessoa devia ter quando completasse 30 anos de idade?' E então conversámos bastante sobre uma variedade de coisas diferentes." Carlock também admitiu que esta série é baseada em Girls, devido ao seu conceito de "estou aqui, e sou nova, e não sei o que vou fazer com a minha vida".

## Premissa
O enredo de Unbreakable Kimmy Schmidt foca-se em uma jovem, Kimmy Schmidt (interpretada por Ellie Kemper), que consegue escapar de uma seita quinze anos após ser raptada, juntamente com mais três mulheres, por um homem que dizia ser um reverendo e que acreditava que o juízo final estava próximo. Ao sair, Kimmy vai viver em Nova Iorque, onde, pela primeira vez em quinze anos, tem a chance de fazer suas próprias escolhas e ser uma adulta livre.

## Prêmios e Indicações

### Primetime Emmy Awards
| Ano  | Categoria                           | Destinado      | Episódio                      | Resultado |
| ---- | ----------------------------------- | -------------- | ----------------------------- | --------- |
| 2015 | Melhor Série de Comédia             |                |                               | Indicado  |
| 2015 | Melhor Ator Coadjuvante de Comédia  | Tituss Burgess | "Kimmy Goes to School!"       | Indicado  |
| 2015 | Melhor Atriz Coadjuvante de Comédia | Jane Krakowski | "Kimmy Gets a Job!"           | Indicado  |
| 2016 | Melhor Série de Comédia             |                |                               | Indicado  |
| 2016 | Melhor Atriz de Comédia             | Ellie Kemper   | "Kimmy Goes to a Hotel!"      | Indicado  |
| 2016 | Melhor Ator Coadjuvante de Comédia  | Tituss Burgess | "Kimmy Gives Up!"             | Indicado  |
| 2017 | Melhor Série de Comédia             |                |                               | Indicado  |
| 2017 | Melhor Atriz de Comédia             | Ellie Kemper   | "Kimmy Goes to College!"      | Indicado  |
| 2017 | Melhor Ator Coadjuvante de Comédia  | Tituss Burgess | "Kimmy's Roommate Lemonades!" | Indicado  |
| 2018 | Melhor Série de Comédia             |                |                               | Indicado  |
| 2018 | Melhor Ator Coadjuvante de Comédia  | Tituss Burgess |                               | Indicado  |